# Contractual Trust Arrangement
Eine Pensionstreuhand bzw. Contractual Trust Arrangement (CTA), auch als Treuhand-Modell bezeichnet, ist ein rechtliches Modell im Rahmen der betrieblichen Altersvorsorge, um im Durchführungsweg der Direktzusage  Pensionsverpflichtungen aus der Bilanz auszugliedern.
Dabei wird eine eigene Treuhandgesellschaft gegründet, in die die Pensionen übertragen werden, die diese verwaltet und deren Vermögen ausschließlich zum Zweck der Erfüllung der Pensionsverpflichtungen verwendet werden darf. Es bestehen Ähnlichkeiten zum Durchführungsweg der „normalen“ Pensionsfonds, zu dem ein CTA alternativ oder ergänzend genutzt werden kann.
Grundsätzlich unterscheidet man zwischen dem unternehmenseigenen CTA (auch Einzel-CTA genannt) und dem überbetrieblichen CTA (auch Gruppen-CTA genannt).
In Deutschland existieren mit Stand Juni 2010 rund 100 Einzel-CTA und etwa 20 Gruppen-CTA. Eine vollständige Liste aller CTA in Deutschland gibt es nicht, da keine Verpflichtung besteht, diese zentral oder in einem Verband zu registrieren. Annähernd lassen sich Einzel-CTA über die Vereins- und Handelsregister recherchieren. Gruppen-CTA erfordern im Allgemeinen eine Freistellung durch die BaFin nach § 2 KWG und sind dort gelistet.

## Aufbau von CTAs
CTAs sind rechtlich selbstständige Vereine, die über entsprechende Verträge an die Unternehmen, aus dem die Pensionsansprüche stammen, gebunden sind. Unternehmen können ihre Pensionsverpflichtungen durch das „Contractual Trust Arrangement“ (CTA) zu einem externen Treuhänder verlagern.
Der Treuhänder für das CTA kann die Rechtsform einer GmbH, einer Stiftung oder eines eingetragenen Vereins haben.
Die rechtlich und wirtschaftlich unabhängige Organisation übernimmt die Funktion eines "Trusts".
Kern der CTA-Konstruktion ist Folgendes: Zwischen dem Unternehmen / Arbeitgeber und dem Treuhänder besteht eine Treuhandabrede, die Verwaltungstreuhand. Rechtlich betrachtet besteht in diesem Verhältnis meist ein Vertrag zugunsten Dritter im Sinne des § 328 BGB. Zwischen Treuhänder und Arbeitnehmerseite besteht die Sicherungstreuhand.

## Abgrenzung zum Pensionsfonds
Mitunter werden CTA und Pensionsfonds nebeneinander dargestellt, gleichwohl handelt es sich beim CTA nicht um einen eigenen bAv-Durchführungsweg, sondern nur einen Weg zur Kapitalunterlegung einer Direktzusage mittels Treuhandmodell. Auch wenn die Grundidee der Konstruktion ähnlich ist, zeigen sich Unterschiede arbeits-, aufsichts- und steuerrechtlicher Natur sowie in ökonomischer Hinsicht, u. a. auch bei den Kosten der Insolvenzsicherung.
Eine Verbindung beider Verfahren als sog. „Integrationsmodell“ (auch „Ein-Plan-Modell“) soll die Vorteile kombinieren und wurde erstmals im Jahr 2006 umgesetzt.

## Vorteile
- Durch Gründung einer eigenen Gesellschaft entsteht ein zusätzlicher Schutz vor Insolvenz,
- Die internationale Bilanz der Unternehmen wird verkürzt und es entsteht dadurch eine Verbesserung einiger finanzwirtschaftlicher Kennzahlen. Hierdurch kann sich das Kreditrating eines Unternehmens verbessern,
- Hoher Gestaltungsspielraum bei Anlagestrategien (beispielsweise Investitionen in das eigene Unternehmen),
- keine Nachschusspflicht bei Unterdeckung,
- keine Überwachung bzw. Kontrolle durch Versicherungsaufsicht.

## Nachteile
- Verpflichtungen gegenüber den Arbeitnehmern aus Direktzusagen bleiben unverändert, d. h. eventuelle Pflicht zur Nachreservierung,
- Beiträge an den Pensionssicherungsverein bleiben bestehen,
- Die für die Finanzierung des CTAs aufgebrachten Finanzmittel stehen nicht mehr für die Innenfinanzierung des Unternehmens zur Verfügung.

## Insolvenzen
Es gibt zwei erste sogenannte Sicherungsfälle. Im Allgemeinen tritt der Sicherungsfall mit Antrag auf Eröffnung des Insolvenzverfahrens ein. Wichtig ist zu unterscheiden, dass der Treugeber und nicht der Treuhänder insolvent ist.
1. Qimonda AG
2. Arcandor AG

Bei beiden Insolvenzen sind unternehmenseigene Treuhänder in der Rechtsform eines Vereins vertreten durch den Vorstand betroffen.